# Yuka & Chronoship
Yuka & Chronoship（ユカ・アンド・クロノシップ）は、日本のプログレッシブ・ロック・バンド。ファンの間では「ユカクロ」の愛称で親しまれている。

## 概要
2009年にキーボーディスト、ボーカリスト、作曲家である船越由佳と、ギタリストの宮澤崇、ベーシストの田口俊、ドラマーの田中一光により結成された。
2011年にフランスのムゼアから1stアルバム『Water Reincarnation』を発表しデビュー。2013年に発表した2ndアルバム『DINO ROCKET OXYGEN』では、アルバムタイトルとバンドのロゴをロジャー・ディーンがデザインした。2015年にイギリスのチェリー・レッド・レコードから3rd『The 3rd Planetary Chronicles（第三惑星年代記）』を発表する。同作のブックレットデザインは漫画家小田ひで次が手がけた。
2018年、キングレコードのNEXUSレーベルから4thアルバム『SHIP』を発表し日本国内でメジャーデビューする。同アルバムに収録された「Tears Of Figurehead」にはカーヴド・エアのボーカリストであるソーニャ・クリスティーナが、「Did You Find A Star」には伊豆田洋之がゲスト参加している。当初「Did You Find A Star」はジョン・ウェットンが歌う予定だったが逝去により実現しなかった。

## メンバー
- 船越由佳（ふなこし ゆか） - キーボード、ボーカル、作曲
- 宮澤崇（みやざわ たかし） - ギター、ミキシング
- 田口俊（たぐち しゅん） - ベース、キーボード、コーラス、プロデュース
- 田中一光 （たなか いっこう） - ドラムス

## ディスコグラフィ
- 『Water Reincarnation』（2011年、ムゼア）
- 『DINO ROCKET OXYGEN』（2013年、ムゼア）
- 『The 3rd Planetary Chronicles（第三惑星年代記）』（2015年、ムゼア/チェリー・レッド・レコード）
- 『SHIP』（2018年、チェリー・レッド・レコード/キングレコード）

## 出演

### ライブ
- 2013年5月9日 - フランスのレ・ペンヌ＝ミラボーで開催された「Prog’Sud 2013」に出演。
- 2014年8月22日 - フランスのサン＝パレ＝シュル＝メールで開催された「Festival Crescendo 2014（仏語版）」に出演。
- 2015年9月4日 - イタリアのヴェルーノで開催された「2Days Prog +1 2015」に出演。
- 2016年3月19日 - クラブチッタで開催された「新世代への啓示 21st Century Prog Rock Stars FEST Vol.1」に出演[3]。
年内は2018年11月25日、12月23日にいずれも吉祥寺シルバーエレファントにおいて「ユカクロ 2ヶ月連続 組曲祭り」を開催予定。

### ラジオ
- 2018年7月14日 - FM星空ステーション（八王子FM）開局1周年記念番組「Yuka & Chronoship解体新書」に出演。